# Erik W. Ljung
Erik Walfrid Ljung i riksdagen kallad Ljung i Svalöv, född 15 april 1878 i Västra Stenby församling, Östergötlands län, död 29 oktober 1953 i Svalöv, Malmöhus län, var en svensk agronom och politiker.
Ljung genomgick Kristinehamns praktiska skola 1896–1897, Ultuna lantbruksinstitut 1897–1899, var 1:e lärare vid Orraryds lantbruksskola 1899–1901, lärare vid Fridhems lantmannaskola 1901–1904, assistent vid Sveriges utsädesförening från 1904 och handhade rågförädlingen, sekreterare i föreningen från 1907, skattmästare från 1914, ekonomichef från 1925, utgivare och redaktör av Svenska utsädesföreningens tidskrift från 1926, statens inspektör för lantmanna- och lanthushållningsskolor 1913–1933.
Ljung var medlem av kyrkomötet 1920, 1925, 1926, 1929, 1932, 1934, 1936 och 1941, ledamot av andra kammaren 1929–1932 (högern), av Lunds domkapitel från 1937; ordförande i Svalövs folkskolestyrelse från 1932, i styrelsen för Svalövs kommunala mellanskola från 1923; vice ordförande i Nationalförbundet i Skåne från 1927, i styrelsen för Fridhems folkhögskola från 1914;. Han var sakkunnig i flera utredningar rörande lantbruket och tilldelades Pro Patrias stora guldmedalj. Han invaldes 1937 som ledamot av Lantbruksakademien.
I riksdagen skrev han fem egna motioner om stöd åt lantmanna- och lanthushållsskolor.